# Konklawe (film 2006)
Konklawe (ang. The Conclave) – kanadyjski film historyczny z 2006 roku opowiadający o wyborze papieża Piusa II na konklawe 1458.

## Obsada
- Brian Blessed – Eneasz Sylwiusz Piccolomini
- Brian Downey – kardynał Juan de Mella
- James Faulkner – Guillaume d’Estouteville
- Manu Fullola – Rodrigo Borgia
- Lex Gigeroff – kardynał Izydor z Kijowa
- Lolo Herrero – Pedro
- Nicholas Irons – kardynał Prospero Colonna
- Rolf Kanies – kardynał Bessarion
- John Keogh – brat Jan
- Joseph Rutten – Kalikst III
- Nora Tschirner – Vannozza Cattanei